# Lara Bingle
Lara Bingle (née le 22 juin 1987 à Cronulla, dans la Nouvelles-Galles du Sud, en Australie) est une mannequin, femme d'affaires, ambassadrice de marque, styliste, animatrice de télévision et participante d'une émission de téléréalité australienne. Elle s'est fait connaitre en 2006, à l'âge de 19 ans, en apparaissant dans la campagne de "Tourism Australia", So where the bloody hell are you ?. Entre juin et août 2012, Lara avait sa propre émission de téléréalité, Being Lara Bingle.

## Biographie
Née à Cronulla, dans la Nouvelles-Galles du Sud, en Australie, Lara est la fille cadette de Sharon et Graham Bingle. Elle a un frère aîné, Joshua "Josh" Bingle (né en 1984). Lara a étudié à l'école St Vincent's College, de Potts Point, mais elle a quitté le système scolaire à l'âge de 16 ans, afin de partir en Italie. Le 10 mai 2008, son père Graham Bingle est décédé d'un cancer du foie et du pancréas,.

## Carrière

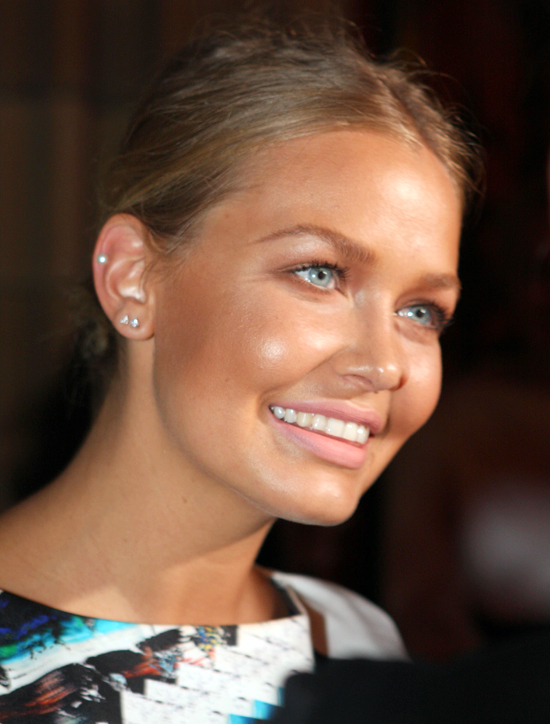
Lara Bingle en novembre 2011.

Lara a fait la couverture des magazines Who, Grazia, Oyster, Woman's Day, OK!, Famous et New Idea. Elle est également apparue, à la télévision, dans Summer Bay, dans la version australienne de The Celebrity Apprentice, et Australia's Next Top Model.
En 2006, elle a participé à l'émission de téléréalité Torvill and Dean's Dancing on Ice, où elle a été la dernière candidate à se faire éliminer. En 2008, elle a signé un contrat d'un an avec le groupe de télécommunication international Vodafone, en tant qu'ambassadrice. Par la suite, elle a été l'ambassadrice de la marque Speedo, de 2008 à 2011. Depuis 2009, Lara est l'ambassadrice de l'association "Bowel Cancer Australia". Le 4 juin 2010, elle a participé à la campagne publicitaire de l'association, "Love My Family". 
Depuis août 2010, Lara est sous contrat avec l'agence de mannequinat américaine Elite Model Management. En 2011, il a été annoncé que la jeune femme ferait partie des candidats de l'émission Dancing with the Stars, qui a débuté en mai 2011. Elle s'est faite éliminée le 26 juin 2011, avec son danseur Carmelo Pizzino.
Dans l'été 2011, lors du The Kyle and Jackie O Show, Lara a déclaré qu'elle s'apprêtait à créer sa propre ligne d'accessoires, ainsi que son propre livre de beauté, en partenariat avec son meilleur ami et maquilleur Max May. En juin 2011, la campagne ROC Eyewear a choisi Lara comme leur nouvelle égérie. En août 2010 et mars 2011, elle a co-animée le talk show australien The Kyle and Jackie O Show.
En décembre 2011, il a été annoncé que Lara venait de signer un contrat avec la chaîne de télévision australienne Network Ten, afin d'avoir sa propre émission de téléréalité. La chaîne a commandé une dizaine d'épisodes de son émission, Being Lara Bingle, qui suit la vie personnelle de la jeune femme. L'émission a été diffusée de juin à août 2012. 
Plus tard, Lara a annoncé qu'elle se concentrerait sur sa propre ligne de vêtements, en partenariat avec l'homme d'affaires George Moskos. En fin d'année 2013, elle est devenue la nouvelle égérie des montres Breitling, ainsi que de la marque australienne de vêtements Cotton On. En novembre 2014, elle a sorti sa propre ligne d'autobronzant, baptisée The Base.

## Vie privée

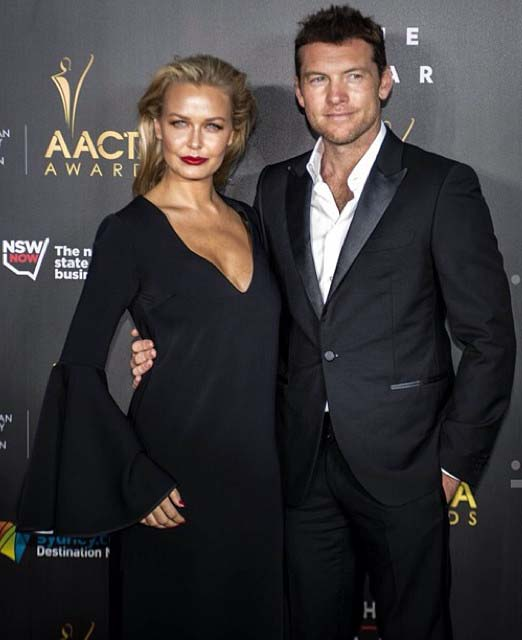
Lara Bingle et son compagnon Sam Worthington en mars 2014.

Le 10 janvier 2007, la presse people a annoncé que Lara est en couple avec le joueur de cricket australien Michael Clarke,. Après s'être fiancés en mars 2008 à New York, ils ont annoncé leur séparation le 12 mars 2010, au bout de trois ans de vie commune et deux ans de fiançailles. Lara a fréquenté le joueur de rugby à XV, Danny Cipriani, de janvier à octobre 2011,.
Depuis octobre 2013, Lara est la compagne de l'acteur britanno-australien, Sam Worthington - de 11 ans son aînée. En janvier 2014, le couple a quitté Sydney, pour s'installer à New York. En novembre 2014, il a été annoncé qu'ils attendent leur premier enfant,. Selon les médias, le couple se serait marié en secret en février 2014 ou décembre 2014. Le 26 mars 2015, Lara a donné naissance à un garçon, prénommé Rocket Zot Worthington, à Los Angeles,. 
Le 23 février 2014, son compagnon s'est fait arrêter par la police de New York, pour avoir agressé un paparazzi, prénommé Sheng Li, à la suite de coups que ce dernier a porté dans le tibia de l'acteur. Après être resté en garde à vue, l'acteur a été relâché. Sheng Li a été poursuivi pour mise en danger d'autrui, agression et harcèlement.

## Filmographie

### Télévision
- 2006 : Torvill and Dean's Dancing on Ice : Elle-même, candidate
- 2008 : The Getaway : Elle-même, invitée (1 épisode)
- 2008 : Holidays for Sale : Elle-même, journaliste
- 2011 : Dancing with the Stars : Elle-même, candidate
- 2011 : The Celebrity Apprentice : Elle-même, invitée
- 2011 : Australia's Next Top Model : Elle-même, invitée
- 2012 : The Project : Elle-même, invitée
- 2012 : Being Lara Bingle : Elle-même (10 épisodes)